# Javna biblioteka
Javna biblioteka je mesno komunikaciono središte koje svojim korisnicima omogućava neposredan pristup svim vrstama znanja i obaveštenja, osigurava uslove za učenje tokom celoga života, te se smatra vitalnom snagom u obrazovanju, kulturi, obaveštavanju, gajenju mira i duhovnog blagostanja. Ona je potpora formalnom i doživotnom obrazovanju, stvara i jača čitalačke navike dece i mladih, podstiče kreativnost, promoviše svest o kulturnom nasleđu, zastupa kulturne različitosti i osigurava pristup kulturnim predstavama svih izvođačkih umetnosti. Narodna biblioteka učestvuje u izgradnji demokratskog društva jer pruža usluge kojima nastoji da zadovolji obrazovne i informativne potrebe pojedinca te da pruži razonodu u slobodno vreme. Važan je javni prostor i mesto okupljanja, posebno u zajednicama gde postoji malo drugih mesta na kojima se ljudi susreću. Zato se ponekad naziva „dnevnom sobom zajednice“ i može delovati kao pozitivno socijalno iskustvo.
Javne biblioteke dele pet osnovnih karakteristika: generalno su podržane porezima (obično lokalnim, iako svaki nivo vlasti može da doprinese); njima upravlja odbor koji služi javnom interesu; one su otvorene za sve, i svaki član zajednice može da pristupi zbirci; one su potpuno dobrovoljne, u smislu da niko nikada nije prisiljen da koristi pružene usluge; i one pružaju osnovne usluge bez naknade.

## Usluge u narodnoj biblioteci
Opseg usluga koje biblioteka nudi zavisi od veličine biblioteke i zajednice unutar koje deluje. Neke od njih su: posuđivanje knjiga i druge građe; pružanje obaveštenja u štampanom i elektroničkom obliku, informacijske službe i usluge rezervacije, obrazovanje korisnika u sklopu programa opismenjavanja, međubibliotekarsko pozajmljivanje, pristup Internetu. Ove usluge se razvijaju tako da prate promene u društvu (strukturi porodice, načinima zapošljavanja, demografske promene), promene u kulturnoj raznolikosti i načinima komuniciranja. Tradicionalna kultura se čuva, ali se vodi računa i o uvođenju novih tehnologija.
Takođe, informacijsko-referalna služba organizuje razne aktivnosti i programe u svim jedinicama u mreži narodnih biblioteka gde postoje prostorne, kadrovske i organizacijske mogućnosti. Događaji u biblioteci u njene prostore dovode nove ljude, a to su potencijalni korisnici biblioteke. Njihovo priređivanje zahteva vreme i energiju zaposlenih, suradnju s odgovarajućim lokalnim i regionalnim organizacijama i određena finansijska sredstva. S obzirom na to da se radi o dodatnim aktivnostima, njih je neophodno dobro proračunati, da bi se utrvrdilo šta je i u kojoj meri potrebno i korisno za nju samu i javnost. Održavanjem aktivnosti u svojim prostorima, narodna biblioteka promoviše svoj rad te podstiže jedan od svojih cileva definisanih misijom – pomaganje pri oblikovanju i održavanju kulturnog identiteta zajednice i promovisanju kulture u svoj njenoj raznolikosti. Pre svakog osmišljavanja usluge, poželjna je analiza konkurenata, odnosno svakog to ima iste namere u zadovoljavanju korisničkih potreba i obraćanje pažnje na pretnju od proizvoda kojima korisnici mogu zadovoljiti istu potrebu.

## Marketing u narodnoj biblioteci
Manjkavosti ukupne kulturne, obrazovne i informacijske politike imaju za posledicu da mnogi korisnici nisu svesni svojih informacijskih potreba koje bi mogli zadovoljiti u biblioteci. U nastojanju da u što većoj meri ublaže ti problemi, biblioteke se služe marketingom i dobrom vlastitom organizacijom jer ponuda stvara potražnju, što znači da dobre usluge uvek nalaze svoje korisnike. Bit marketinga uključuje pronalaženje želja korisnika biblioteke, a zatim zadovoljavanje tih potreba. Usluge gotovo potpuno zavise od zadovoljnih korisnika i onome što oni o njima dalje govoriti. Zato je integracija marketinga u biblioteke dobrodošla, jer ističe i ponavlja osnovne vrednosti i uverenja struke u ovom trajno promenjivom okruženju i pomaže bilo kojoj organizaciji da ispuni ciljeve. Marketing je deo paradigme promena u kojoj je biblioteka viđena kao uslužna ustanova usmerena na zadovoljavanje korisničkih potreba, svesna da potporu zajednice treba zaraditi dokazujući da je potrebna toj zajednici. Marketing gradi dobre odnose s korisnicima te pridonosi pozitivnom odnosu s medijima, preduzećima, lokalnim vladinim agencijama i organizacijama. Osnovni cilj je da se deluje na pojedine segmente uže i šire javnosti u okruženju ustanove radi stvaranja željene slike o samoj ustanovi i njenim aktivnostima. U tom procesu učestvuju svi bibliotekari.
Početni marketinški zadatak biblioteke je utvrđivanje potreba i želja zajednice, odnosno prikupljanje informacija o lokalnoj zajednici i njenim potrebama koje treba zadovoljiti, kao i način na koji percipiraju biblioteku. Određivanje profila zajednice neophodno je za planiranje organiziranje i kontrolu procesa poslovanja, odnosno razvoja službe i njene promocije u odnosu na potrebe zajednice. Ovaj zadatak može se ostvariti organizovanjem sastanaka, upitnika, anketa ili fokusnih grupa i razgovaranjem s ljudima koji posećuju biblioteku, ali i onima koji to ne čine. Biblioteka mora da naglasi inovativnost, kreativnost, inicijativu i da predvidi potrebe korisnika. Nakon otkrivanja korisničkih želja, bibliotekar je u stanju da planira marketinške ciljeve, sredstva koja će se koristiti, te strategije potrebne za postizanje ciljeva. Ciljevi trebaju biti merljivi, kako bi se osigurala delotvorna procena. U procesu postizanja ciljeva, bitna je promocija usluga i proizvoda, odnosno plan promocije u koji je uključen cilj promocije, opis usluga koji se promovišu, publika na koju se cilja, načini promocije i metode distribucije. Uspešnost promocije treba da bude evaluirana i da pronalaze nove metode ukoliko prethodne nisu bile neuspešne.

## Finansiranje
Javne biblioteke se finansiraju putem široke kombinacije izvora, najznačaniji od kojih su obično lokalna ili opštinska sredstva. Građani koji koriste lokalnu biblioteku podržavaju је preko gradske ili okružne vlade, ili putem okruga specijalne namene, koji je organ lokalne uprave koji ima nezavisno vođstvo i može naplaćivati vlastite poreze. Lokalno finansiranje može biti dopunjeno drugim sredstvima vlade. Na primer, u Sjedinjenim Američkim Državama, državne i federalne vlade obezbeđuju dodatna sredstva za javne biblioteke putem programa državne pomoći, Zakon o bibliotekarskim uslugama i tehnologiji (LSTA) i E-Rate. Državne i lokalne vlasti takođe mogu ponuditi gradovima i okruzima velike subvencije za izgradnju ili obnovu biblioteke. Privatna filantropija je takođe imala značajnu ulogu u širenju i transformaciji bibliotekarskih usluga. Kao i druge obrazovne institucije, neke biblioteke mogu biti delimično finansirane iz zadužbina. Neki proaktivni bibliotekari su osmislili saveze sa patronama i građanskim grupama kako bi poboljšali svoje finansijske situacije. Bibliotekarske „prijateljske” grupe, aktivistički odbori i dobro organizovane prodaje knjiga takođe dopunjuju vladina sredstva.
Javno finansiranje je uvek bilo važan deo definicije javne biblioteke. Međutim, pošto su se lokalne vlade suočavale sa finansijskim pritiscima tokom Velike recesije, neke biblioteke su istražile načine za dopunu javnog finansiranja. Kafići, pekare, knjižare, prodavnice poklona i slični komercijalni poduhvati su zajedničke karakteristike novih i urbanih biblioteka. Bostonska javna biblioteka ima dva restorana i onlajn prodavnicu koja sadrži reprodukcije fotografija i umetničkih dela. Finansijski pritisak je doveo i do bližeg partnerstva među bibliotekama, kao i između biblioteka i neprofitnih organizacija, kako bi se biblioteka održala kao javni prostor, uz pružanje poslovnih prilika zajednici. Iako su još uvek prilično neuobičajene, biblioteke sa javno privatnim partnerstvom, „mešovitom upotrebom” ili „dvostrukom upotrebom”, koje pružaju usluge javnosti i jednoj ili više studentskih populacija, povremeno se istražuju kao alternative. Okrug Džekson (Oregon) (SAD), zatvorio je svoj čitav sistem javnih biblioteka sa 15 ogranaka u toku šest meseci 2007. godine. One su ponovo otvorene u okviru javno-privatnog partnerstva i smanjenog rasporeda. Male naknade, kao što su bibliotečke kazne ili naknade za štampanje, takođe mogu da nadoknade troškove pružanja bibliotečkih usluga, iako kazne i naknade obično nemaju značajnu ulogu u finansiranju biblioteke.

## Literatura
- Barnett, Graham Keith (1973). The History of Public Libraries in France from the Revolution to 1939.
- Dewey, M. (1901). Field and Future of Traveling Libraries. New York, NY: NY Library System.
- Harris, Michael H. History of Libraries of the Western World (4th ed. Scarecrow Press, 1999); earlier editions were by Elmer Johnson
- McCook, Kathleen de la Peña, Bossaller, J., & Thomas, F. (2018), Introduction to Public Librarianship,  3rd ed. Chicago: ALA Editions.
- Wedgeworth, Robert;  . (1993). World Encyclopedia of Library and Information Services (3rd изд.). American Library Association. ISBN 9780838906095.
- Worpole, Ken (2013), Contemporary Library Architecture: A Planning and Design Guide, Routledge.
- Raphael, Molly. 2009. „The Transformational Power of Libraries in Tough Economic Times.”. Library Leadership & Management 23, no. 3: 106—151..
- Black, Alistair (2000). „Skeleton in the cupboard: social class and the public library in Britain through 150 years.”. Library History. 16 (1): 3—12. doi:10.1179/lib.2000.16.1.3.. says "they have always been, and continue to be, an expression of liberal middleclass ideals." abstract
- Charing, S. „Self-Help v State Intervention: the 1850 Public Library Act as a Reflection of Mid-Victorian Doctrine,”. Australian Library Journal.  (1995) 44(1), pp. 47–54.
- Hayes, Emma, and Anne Morris (2005). „Leisure role of public libraries A historical perspective.”. Journal of Librarianship and Information Science. 37 (2): 75—81. doi:10.1177/0961000605055358. Архивирано из оригинала 17. 10. 2015. г. Приступљено 26. 04. 2019.
- Hoare, P. (ed.) Cambridge History of Libraries in Britain and Ireland. Cambridge University Press. 2006..
- Kelly, Thomas. Early Public Libraries: a history of public libraries in Great Britain before 1850. (London: Library Association, 1966)
- Kelly, Thomas (1973). History of Public Libraries in Great Britain 1845–1965. London: Library Association. ISBN 978-0-85365-346-2..
- Kelly, T & E. Kelly. Books for the People: an illustrated history of the British Public Library (London: Andre Deutsch, 1977)
- McMenemy, D (2009). The Public Library. London: FACET..
- Minto, J (1932). History of the Public Library Movement in Great Britain and Ireland. London: Library Association..
- Munford, William Arthur (1951). Penny rate: aspects of British public library history, 1850–1950. Library association.
- Murison, W. J. The Public Library: its origins, purpose and significance (2nd ed. London: Harrap, 1971)
- Overington, Michael A. (1969). The Subject Departmentalized Public Library. London: The Library Association.. 167 p.
- Stockham, K. A., ed. British County Libraries: 1919–1969. (London: André Deutsch, 1969)
- Sturges, P. "Conceptualizing the public library 1850–1919." In Kinnell, M. and Sturges, P. (eds) Continuity and Innovation in the Public Library: the Development of a Social Institution (London: Library Association, 1996)
- Harris, Michael H. (1967) „Library history: a critical essay on the in-print literature.”. Journal of Library History.  (1967): 117-125. Harris, Michael H. (1967). „Library History: A Critical Essay on the In-Print Literature”. The Journal of Library History (1966-1972). 2 (2): 117—125. JSTOR 25540036., covers the main books for major countries
- Narodna knjižnica : IFLA-ine i UNESCO-ove smjernice za razvoj službi i usluga. / priredila radna skupina Sekcije za narodne knjižnice na čelu s Philipom Gillom. Hrvatsko knjižničarsko društvo, 2003.
- Upute za poslovanje narodnih knjižnica. / uredila Aleksandra Malnar. Zagreb : Knjižnice grada Zagreba, 1996.
- Enache, I. The Theoretical Fundamentals of Library Marketing. // Philobiblon. 13 (2008), str. 483.